# Resonance of Fate
Resonance of Fate, conosciuto in Giappone come End of Eternity (エンド オブ エタニティ) è un videogioco di ruolo alla giapponese del 2010 sviluppato da tri-Ace (stessi sviluppatori di serie quali Valkyrie Profile e Star Ocean) e pubblicato da SEGA per PlayStation 3 e Xbox 360. Una rimasterizzazione in 4K/HD è stata rilasciata il 18 ottobre 2018 per PlayStation 4 e Microsoft Windows.

## Caratteristiche

### Ambientazione
La storia di RoF ha luogo in un mondo post-apocalittico e precisamente a Basel, un'enorme torre in stile steampunk a più livelli su cui vivono gli ultimi abitanti di una Terra devastata dall'inquinamento. Basel è governata dai Cardinali che, insieme agli abitanti più ricchi e le classi nobili vivono nel settore più alto della torre chiamato Chandelier, libero dai mostri e dalle contaminazioni. La popolazione di classe media viene collocata a metà della torre mentre le persone più povere abitano il livello più basso.

### Struttura del gioco
La storia principale è suddivisa in capitoli che per essere superati richiedono il completamento delle missioni principali. Oltre alle classiche missioni della storia sono presenti anche delle missioni secondarie e contratti che permettono di guadagnare denaro e oggetti vari oltre che a far salire di rango nei Cacciatori. Nel mappamondo e nelle città il giocatore può scegliere quale dei tre protagonisti utilizzare per spostarsi nelle varie zone e interagire con i vari PNG. Sono inoltre presenti negozi dove è possibile acquistare potenziamenti e anche cambiare abbigliamento ai personaggi tramite l'utilizzo di rubini (la valuta del gioco).

### Esplorazione e combattimenti
Il giocatore ha a sua disposizione svariate località che può visitare, alcune, come le città sono libere da mostri e sono utili per fare acquisti e accettare missioni, fuori dalle città e nei dungeons invece è possibile ingaggiare combattimenti attraverso incontri casuali anche se tuttavia esistono zone del mondo dove è possibile non incontrare mostri, queste zone sono denominate "zone libere". Nel mappamondo è possibile muoversi tramite l'utilizzo di un cursore, all'inizio, le zone del mappa sono "chiuse", si possono sbloccare tramite l'utilizzo di apposite celle energetiche ottenibili ai negozi o sconfiggendo mostri.

### Personaggi e luoghi visitabili

#### Personaggi principali
Protagonisti:
- Vashyron (ヴァシュロン Vashuron) – Un giovane uomo di 26 anni che si guadagna da vivere come capo di una squadra di Cacciatori, un gruppo di mercenari finanziato dai Cardinali per dare la caccia a coloro che mettono in pericolo la sicurezza di Basel.
- Zephyr (ゼファー Zefā) – Un ragazzo di 17 anni cresciuto in seminario. Quando era piccolo è stato coinvolto in un incidente grazie al quale conobbe Vashyron, che aveva ricevuto l'incarico di ucciderlo. Successivamente si unì al gruppo di Cacciatori di Vashyron.
- Leanne (リーンベル Rīnberu, Reanbell nella versione giapponese) – Una ragazza di 21 anni che incontrò Zephyr la notte in cui cercò di togliersi la vita. Da quel momento decise di unirsi ai Cacciatori di Vashyron.

Cardinali:
- Rowen (ロエン Roen) – Il Cardinale che ha assunto il potere alla morte della Papessa Frida. Diffondendo la voce di Frida e pregando per la prosperità e felicità degli abitanti di Basel riesce a mantenere il potere all'interno della società di Basel e tra i Cardinali.
- Antourion (アントリオン Antorion) –
- Garigliano (ガリジャーノン Garijānon) –
- Theresa (テレサ Teresa) –
- Jean-Paulet (ジャンポーレ Janpōre) –
- Lagerfeld (ラガーフェルド Ragāferudo) – Il Cardinale che gestisce il seminario in cui è cresciuto Zephyr. Vashyron lavorava per lui prima di incontrare Zephyr.
- Pater (ペーター Pētā) –
- Barbarella (バーバレラ Bābarera) –

#### Personaggi secondari
- Sullivan (サリヴァン Sarivan) –
- Rebecca (レベッカ) – Una ragazza misteriosa che vive con Sullivan.
- Veronique (ヴェロニク) – Una donna dai capelli castani che serve il Cardinale Rowen come guardia del corpo personale.
- Juris (ユリス Yurisu) –
- Gelsey –
- Victor –
- Cochet – Sorella minore di Zephyr. Viene uccisa in circostanze misteriose dallo stesso fratello.
- Papessa Frida (フリーダ Freida) – Una giovane donna che ricoprì la carica più importante nella società di Basel fino alla sua morte improvvisa. Nonostante venga solo menzionata, la morte di Frida gioca un ruolo importante per gli eventi della storia e ha un grande impatto sul carattere di alcuni personaggi.

#### Luoghi visitabili
- Basel – Il mondo di gioco. All'inizio solamente il livello medio è visitabile, avanzando nel gioco è possibile spostarsi tra i livelli tramite gli ascensori.
  - Chandelier – Il settore abitato dalla classe benestante e dai Cardinali. Qui si trova la Cattedrale, uno degli edifici più importanti di Basel.
  - Ebel City – La principale città del livello medio e il luogo dove si trova la base dei protagonisti. Qui ha inizio il gioco.
  - L'Arena – Situata appena fuori Ebel City, l'Arena è un livello opzionale che permette di sfidare ondate di nemici di difficoltà crescente.
  - Neverland – Livello segreto situato nella parte più bassa di Basel. Questo livello, di difficoltà decisamente più elevata, è accessibile solo dopo aver sconfitto determinati boss della storia principale. Nei giochi tri-Ace come Star Ocean e Valkyrie Profile il livello opzionale che offre una sfida e ricompense maggiori è ricorrente.

### End of Eternity - The Secret Hours
Nel 2011 è stato rilasciato un manga di due volumi ispirato al gioco e pubblicato da Enterbrain con il nome di End of Eternity - The Secret Hours.

### Apparizioni in altri videogiochi
I tre protagonisti Vashyron, Zephyr e Leanne compaiono come personaggi giocabili nel videogioco Project X Zone e Project X Zone 2 per Nintendo 3DS.

## Accoglienza
La rivista Play Generation lo classificò come il quinto migliore gioco di ruolo del 2010.